# Heinz Körner (Schriftsteller)
Heinz Körner (* 15. Januar 1947 in Halle; † 5. September 2024) war ein deutscher Belletristikautor.

## Leben
Geboren in Halle an der Saale, wurde Heinz Körner in Ulm eingeschult und besuchte anschließend weitere Schulen in Weilheim an der Teck, Kirchheim unter Teck und Laichingen. Nach diversen Jobs absolvierte er eine Lehre zum Industriekaufmann, später studierte er u. a. Sozialpädagogik.
Körner gehörte zu den meistgelesenen deutschsprachigen Autoren der Gegenwart: Seine 1978 erschienene Erzählung Johannes wurde allein in der Originalausgabe bisher über 1,3 Millionen Mal verkauft und ist damit eines der erfolgreichsten Erstlingswerke der deutschsprachigen Literatur. Außerdem wurde das Buch weltweit in zahlreiche Sprachen übersetzt, so auch ins Japanische, Koreanische und Chinesische. Es gehört zu den meistdiskutierten Werken der letzten 30 Jahre und war lange Zeit ein überragender Bestseller, stand z. B. über 300 Wochen lang ununterbrochen auf der „Buchreport“-Bestsellerliste, die im SPIEGEL erscheint. Laut eigenen Angaben wurde Körner allerdings der breiteren Öffentlichkeit durch die Herausgabe des damaligen Bestsellers Eifersucht bekannt.
Als Autor und Herausgeber veröffentlichte Körner von 1979 bis 2000 seine Bücher im Lucy Körner Verlag in Fellbach, danach hatte er 2008 noch eine eigenständige Buchveröffentlichung im Frankfurter Kleinverlag Belletris, in dem er anschließend auch noch sporadisch vereinzelte Kurzgeschichten als KDP-E-Books oder Vorworte für andere Autoren publizierte.
Heinz Körner lebte mit seinem Sohn und seiner Lebensgefährtin in Rudersberg, einer Kleinstadt in der Nähe von Schorndorf. Im September 2019 ist der Autor nach Longkamp umgezogen und dort auch nach langer, schwerer Krankheit im September 2024 verstorben.

## Bibliografie

### Prosa
- Johannes. Erzählung. Amp-Verlag, Fellbach 1978 (spätere Auflagen Lucy Körner Verlag), ISBN 3-922028-00-4.
- Ein Märchen. Lucy Körner Verlag, Fellbach 1979
- Sarah. Erzählung. Lucy Körner Verlag, Fellbach 1994
- Alle Macht den Träumen. Lucy Körner Verlag, Fellbach 1995
- Engelsfeuer. Phantastische Erzählung. Belletris, Frankfurt am Main 2008, ISBN 978-3-940808-02-8.

### Herausgeberschaften
- Eifersucht. Ein Lesebuch für Erwachsene. U.a. mit Ernest Borneman. Lucy Körner Verlag, Fellbach Oktober 1979, ISBN 3-922028-01-2.
- Heroin. Die süchtige Gesellschaft. mit Kristiane Allert-Wybranietz, Christof Theis, Amp-Verlag, Fellbach 1980 (spätere Ausgaben: Lucy Körner Verlag), ISBN 3-922028-03-9.
- Die Farben der Wirklichkeit. Ein Märchenbuch. Lucy Körner Verlag, Fellbach 1983
- Männertraum/a. Ein Lesebuch für Erwachsene. Lucy Körner Verlag, Fellbach  Oktober 1984, ISBN 3-922028-08-X.
- Wie viele Farben hat die Sehnsucht. Ein Märchenbuch. Lucy Körner Verlag, Fellbach 1986
- Alle Farben dieser Welt. Ein Märchenbuch. Lucy Körner Verlag, Fellbach 1995
- Sternengebrüll. Denk- und Fühlgeschichten. Lucy Körner Verlag, Fellbach 2000, ISBN 978-3-922028-29-1.